# Nekarikallu
Nekarikallu är en ort i Indien.   Den ligger i distriktet Guntūr och delstaten Andhra Pradesh, i den södra delen av landet, 1 400 km söder om huvudstaden New Delhi. Nekarikallu ligger 124 meter över havet och antalet invånare är 10 778.
Terrängen runt Nekarikallu är huvudsakligen platt, men norrut är den kuperad. Runt Nekarikallu är det tätbefolkat, med 257 invånare per kvadratkilometer. Närmaste större samhälle är Pidugurālla, 13,4 km norr om Nekarikallu. Trakten runt Nekarikallu består till största delen av jordbruksmark.